# روبرت ريبيرو
روبرت ريبيرو (بالإنجليزية: Robert Ribeiro)‏ هو محاضر وقاضي بريطاني، ولد في 20 مارس 1949 في هونغ كونغ البريطانية في المملكة المتحدة.